# One Park Place
Le One Park Place est un gratte-ciel résidentiel de 153 mètres de hauteur, construit à Houston au Texas de 2007 à 2009. L'immeuble comprend 346 logements desservis par 6 ascenseurs.
L'architecte de l'immeuble  est l'agence Jackson & Ryan Architects